# 3 Ninjas Kick Back (videojuego)
3 Ninjas Kick Back es un videojuego yo contra el barrio de plataformas para Mega Drive, Super Nintendo y Sega CD. Fue desarrollado por Malibu Interactive; lanzado en 1994. La versión de Mega Drive fue publicada por Psygnosis, mientras que la de Super Nintendo y Sega CD por Sony Imagesoft. Para esta última, se lanzó junto con el juego, inspirado en la película del mismo nombre, Hook.
La entrega está basada en su película homónima.

## Argumento
Hace cincuenta años, un maestro samurái luchó en un torneo ninja para conseguir una daga mágica que, junto con una antigua espada, se cree que son la clave para abrir una cueva secreta repleta de riquezas. Después de ganar el torneo y obtener legítimamente la daga, Koga, el rival del maestro, la robó. Aunque este la buscó a lo largo y ancho, nunca encontró ningún rastro de Koga o la daga. Ahora, está demasiado mayor para seguir buscando, así que envía a sus tres jóvenes nietos, Rocky, Colt y Tum-Tum, a Japón para recuperarla, pero para eso se deberán de enfrentar a una serie de enemigos, incluido los mejores luchadores de Koga; Glam, Slam y Vinnie.

## Jugabilidad
Es un título de plataformas, donde se debe de luchar contra enemigos y recoger potenciadores. El jugador puede elegir a uno de los tres protagonistas de la cinta original. Cada uno tendrá un arma única, ya sea, una katana, un bō o unos sai. Los personajes pueden correr, agacharse, gatear, trepar, saltar y colgarse de árboles y cuerdas. Los enemigos son en su mayoría tótems, murciélagos y un ninja parecido a Pat Morita.

## Recepción
Tommy Glide de GamePro habló de la versión de Super Nintendo, diciendo que era una «aventura de plataformas por debajo del promedio». Criticó de manera desfavorable los gráficos de los personajes y los controles, llamándolos «problemáticos», aunque elogió los efectos de sonido y la función cooperativa para dos jugadores. Reconoció que «a los fanáticos de la película les podría gustar». Laurie Yates, para Electronic Games, revisó la versión de Sega CD, tildándola de «mediocre». La revista VideoGames llamó a la versión de Super Nintendo y Mega Drive como «un insulto a la inteligencia humana», aunque le dio una peor calificación al de la consola de Nintendo, denominando sus gráficos como «cursi». Habló mejor sobre la de Sega CD, diciendo que su jugabilidad estaba bien, pero llamó a las animaciones de los personajes como «horribles».